# Národní park Bicuari
Národní park Bicuari či Národní park Bicuar (portugalsky Parque Nacional do Bicuar) je angolský národní park ležící v jihozápadní části země v provincii Huíla 120 km severovýchodně od hlavního města Angoly Lubanga. Území tvoří písečné kopce s křovinatými houštinami. Podnebí je tropické semiaridní. Park byl založen v roce 1938 jako lovecká rezervace. Národním parkem se stal v roce 1964. Historicky je park známý výskytem velkých savců. Jejich počty však značně utrpěly během občanské války v Angole. V té době byla zvířata téměř nebo zcela vyhubena. Po konci války angolská vláda usiluje o obnovu jejich populací i místní infrastruktury.

## Přírodní podmínky
Na východě tvoří hranici parku řeka Kunene, jedna z mála trvalých řek v tomto regionu. Z vegetace se zde nachází především angolské lesy miombo a angolské mopanové lesy. Dále jsou zde i savany a náhorní plošina ležící východně od pobřežních kopců je porostlá lesy. Části parku jsou sezonně pokryté mokřinami či mokřadními bažinami a travnatými oblastmi zvanými dambo. Tato oblast je známá vysokou druhovou diverzitou a proměnlivými srážkami. Pro obyvatele regionu i místní faunu mají důležitý význam mopany.
Podle Köppenovy klasifikace podnebí patří tato oblast k území s teplým podnebím se suchou zimou s monzuny ovlivněným mírným oceánickým podnebím (Cwb). Průměrná teplota nejteplejšího měsíce nepřekračuje 22 °C. Průměrný úhrn srážek za rok je 600–800 mm.

## Fauna
Historicky byla tato oblast známá svými velkými stády antilop, slonů a dalších velkých savců. Populace těchto zvířat však byly během občanské války výrazně sníženy (park byl údajně používán jako cvičná dělostřelecká střelnice). Ke snížení množství zvěře přispělo i pytláctví a další zásahy člověka. Od konce války začala provinční vláda Huíly pracovat na rekonstrukci parku, aby tak přilákala turisty a získala prostředky na ochranu zvířat.
Od roku 2013 je pozorován návrat některých velkých savců do Bicuaru. Sloni se vrátili do oblasti u obcí Quipungo, Matala a Gambos a podle zpráv správců parku se zde i rozmnožují. Dále zde žijí i hyeny skvrnité (Crocuta crocuta), lvi (Panthera leo), různé druhy antilop, například antilopy losí (Taurotragus oryx), a zebry.